# Rhodopetoma
Rhodopetoma é um gênero de gastrópodes pertencente a família Pseudomelatomidae.

## Espécies
- Rhodopetoma diaulax (Dall, 1908)
- Rhodopetoma erosa (Schrenck, 1862)[2]
- Rhodopetoma renaudi (Arnold, 1903)

Espécies trazidas para a sinonímia
- Rhodopetoma akkeshiensis Habe, 1958: sinônimo de Ophiodermella akkeshiensis (Habe, 1958)
- Rhodopetoma rhodope (Dall, 1919): sinônimo de Rhodopetoma diaulax (Dall, 1908)